# Kringvattnet
Kringvattnet är en sjö i Lilla Edets kommun i Bohuslän och ingår i Göta älvs huvudavrinningsområde. Sjön är 15 meter djup, har en yta på 0,0807 kvadratkilometer och är belägen 96,7 meter över havet. Sjön avvattnas av vattendraget Sollumsån.

## Delavrinningsområde
Kringvattnet ingår i det delavrinningsområde (645798-128038) som SMHI kallar för Mynnar i Göta älvs vattendragsyta. Medelhöjden är 114 meter över havet och ytan är 12,23 kvadratkilometer. Det finns ett avrinningsområde uppströms, och räknas det in blir den ackumulerade arean 35,81 kvadratkilometer. Sollumsån som avvattnar avrinningsområdet har biflödesordning 2, vilket innebär att vattnet flödar genom totalt 2 vattendrag innan det når havet efter 63 kilometer. Avrinningsområdet består mestadels av skog (72 procent). Avrinningsområdet har 0,61 kvadratkilometer vattenytor vilket ger det en sjöprocent på 5 procent. Bebyggelsen i området täcker en yta av 0,29 kvadratkilometer eller 2 procent av avrinningsområdet.